# UFC Fight Night: Rothwell vs. dos Santos
UFC Fight Night: Rothwell vs. dos Santos (también conocido como UFC Fight Night 86) fue un evento de artes marciales mixtas celebrado por Ultimate Fighting Championship el 10 de abril de 2016 en el Arena Zagreb, en Zagreb, Croacia.

## Historia
Este fue el primer evento que la UFC ha celebrado en Croacia.
El evento estelar contó con el combate de peso pesado entre Ben Rothwell y el excampeón de peso pesado, Júnior dos Santos.

## Premios extra
Cada peleador recibió un bono de $50,000.
- Pelea de la Noche: No hubo premiados
- Actuación de la Noche: Derrick Lewis, Alejandro Pérez, Mairbek Taisumov y Jared Cannonier